# Liga mistrů UEFA 2021/2022
Sezóna Ligy mistrů UEFA 2021/22 byla 67. ročníkem nejprestižnější evropské klubové fotbalové soutěže a jubilejní 30. od zavedení nového formátu a přejmenování z Poháru mistrů evropských zemí (PMEZ) na Ligu mistrů UEFA. Vítěz Ligy mistrů UEFA 2021/22 se kvalifikoval do Superpoháru UEFA 2022, kde bude hrát proti vítězi Evropské ligy UEFA 2021/22.
Vítězným týmem se stal španělský tým Real Madrid, který ve finále zdolal anglický tým Liverpool FC poměrem 1:0. Real Madrid si tak zajistil automatické nasazení do skupinové fáze Ligy mistrů UEFA 2022/23, i když si toto nasazení si již v předstihu zajistil titulem v domácí lize.
Finále se hrálo v Paříži na Stade de France. Původně se mělo hrát v Allianz Aréně v Mnichově, poté v Petrohradě na Krestovském stadionu, kvůli pandemii covidu a ruské invazi na Ukrajinu změnila UEFA dvakrát místo konání. Zahájení samotného finálového zápasu muselo být o více než 30 minut posunuto kvůli problémům s falešnými lístky a fanoušky před stadionem.

## Účastnická místa
Celkem 80 týmů z 54 členských zemí UEFA (výjimkou je Lichtenštejnsko, které nemá žádnou vlastní ligovou soutěž) se účastní Ligy mistrů UEFA 2021/22. Každá země měla přidělený počet míst podle koeficientů UEFA:
- Asociace na 1.–4. místě obdržely čtyři místa.
- Asociace na 5.–6. místě obdržely tři místa.
- Asociace na 7.–15. místě obdržely dvě místa.
- Asociace na 16.–55. místě (kromě Lichtenštejnska) obdržely jedno místo.
- Vítězové Ligy mistrů UEFA 2020/21 a Evropské ligy UEFA 2020/21 jsou v soutěži oprávněni startovat, pokud se nekvalifikují do Ligy mistrů UEFA 2021/22 přes svou domácí ligu. Vítězem Ligy mistrů UEFA 2020/21 se stal klub se zajištěným místem ze své domácí ligy, jedno vyhrazené místo pro vítěze nebylo využito.

### Žebříček UEFA
Účastnická místa pro Ligu mistrů UEFA 2021/22 byla rozdělena podle koeficientu UEFA z roku 2020, do kterého byly započteny výsledky klubů dané země v evropských pohárových soutěžích od sezóny 2015/16 do sezóny 2019/20 včetně.
| #  | Asociace    | Koef.   | Týmy                |
| -- | ----------- | ------- | ------------------- |
| 1  | Španělsko   | 102,283 | 4 + 1 pro vítěze EL |
| 2  | Anglie      | 90,462  | 4                   |
| 3  | Německo     | 74,784  | 4                   |
| 4  | Itálie      | 70,653  | 4                   |
| 5  | Francie     | 59,248  | 3                   |
| 6  | Portugalsko | 49,449  | 3                   |
| 7  | Rusko       | 45,549  | 2                   |
| 8  | Belgie      | 37,900  | 2                   |
| 9  | Ukrajina    | 36,100  | 2                   |
| 10 | Nizozemsko  | 35,750  | 2                   |
| 11 | Turecko     | 33,600  | 2                   |
| 12 | Rakousko    | 32,925  | 2                   |
| 13 | Dánsko      | 29,250  | 2                   |
| 14 | Skotsko     | 27,875  | 2                   |
| 15 | Česko       | 27,300  | 2                   |
| 16 | Kypr        | 26,750  | 1                   |
| 17 | Švýcarsko   | 26,400  | 1                   |
| 18 | Řecko       | 26,300  | 1                   |
| 19 | Srbsko      | 25,500  | 1                   |

| #  | Asociace        | Koef.  | Týmy |
| -- | --------------- | ------ | ---- |
| 20 | Chorvatsko      | 24,875 | 1    |
| 21 | Švédsko         | 22,750 | 1    |
| 22 | Norsko          | 21,750 | 1    |
| 23 | Izrael          | 19,625 | 1    |
| 24 | Kazachstán      | 19,250 | 1    |
| 25 | Bělorusko       | 18,875 | 1    |
| 26 | Ázerbájdžán     | 18,750 | 1    |
| 27 | Bulharsko       | 17,375 | 1    |
| 28 | Rumunsko        | 16,700 | 1    |
| 29 | Polsko          | 16,625 | 1    |
| 30 | Slovensko       | 15,875 | 1    |
| 31 | Lichtenštejnsko | 13,500 | 0    |
| 32 | Slovinsko       | 13,000 | 1    |
| 33 | Maďarsko        | 12,875 | 1    |
| 34 | Lucembursko     | 8,000  | 1    |
| 35 | Litva           | 7,875  | 1    |
| 36 | Arménie         | 7,625  | 1    |
| 37 | Lotyšsko        | 7,625  | 1    |
| 38 | Albánie         | 7,375  | 1    |

| #  | Asociace            | Koef. | Týmy |
| -- | ------------------- | ----- | ---- |
| 39 | Severní Makedonie   | 7,375 | 1    |
| 40 | Bosna a Hercegovina | 6,875 | 1    |
| 41 | Moldavsko           | 6,750 | 1    |
| 42 | Irsko               | 6,700 | 1    |
| 43 | Finsko              | 6,500 | 1    |
| 44 | Gruzie              | 5,750 | 1    |
| 45 | Malta               | 5,750 | 1    |
| 46 | Island              | 5,375 | 1    |
| 47 | Wales               | 5,000 | 1    |
| 48 | Severní Irsko       | 4,875 | 1    |
| 49 | Gibraltar           | 4,750 | 1    |
| 50 | Černá Hora          | 4,375 | 1    |
| 51 | Estonsko            | 4,375 | 1    |
| 52 | Kosovo              | 4,000 | 1    |
| 53 | Faerské ostrovy     | 3,750 | 1    |
| 54 | Andorra             | 2,831 | 1    |
| 55 | San Marino          | 0,666 | 1    |

### Rozdělení týmů
|                           |                            | Týmy vstupující do tohoto kola | Týmy postupující z předchozího kola                               |
| ------------------------- | -------------------------- | --- | ----------------------------------------------------------------- |
| 0. předkolo (4 týmy)      | 0. předkolo (4 týmy)       | - 4 vítězové z asociací na 52.–55. místě |                                                                   |
| 1. předkolo (33 týmů)     | 1. předkolo (33 týmů)      | - 33 vítězů z asociací na 18.–51. místě (kromě Lichtenštejnska) | - 1 vítěz z 0. předkola                                           |
| 2. předkolo               | Mistrovská část (20 týmů)  | - 3 vítězové z asociací na 15.–17. místě | - 17 vítězů z 1. předkola                                         |
| 2. předkolo               | Nemistrovská část (6 týmy) | - 6 týmů ze 2. místa asociací na 10.–15. místě |                                                                   |
| 3. předkolo               | Mistrovská část (12 týmů)  | - 2 vítězové z asociací na 13.–14. místě | - 10 vítězů z 2. předkola MČ                                      |
| 3. předkolo               | Nemistrovská část (8 týmů) | - 3 týmy ze 2. místa asociací na 7.–9. místě - 2 týmy ze 3. míst z asociací na 5.–6. místě | - 3 vítězové z 2. předkola NČ                                     |
| 4. předkolo               | Mistrovská část (8 týmů)   | - 2 vítězové z asociací na 11.–12. místě | - 6 vítězů z 3. předkola MČ                                       |
| 4. předkolo               | Nemistrovská část (4 týmy) | | - 4 vítězové z 3. předkola NČ                                     |
| Skupinová fáze (32 týmů)  | Skupinová fáze (32 týmů)   | - Vítěz Ligy mistrů UEFA 2020/21 - 0 - Vítěz Evropské ligy UEFA 2020/21 - 10 vítězů z asociací na 1.–10. místě - 6 týmů ze 2. místa asociací na 1.–6. místě - 4 týmy ze 3. místa asociací na 1.–4. místě - 4 týmy ze 4. místa asociací na 1.–4. místě | - 4 vítězové z 4. předkola MČ - 2 vítězové z 4. předkola NČ       |
| Vyřazovací fáze (16 týmů) | Vyřazovací fáze (16 týmů)  | | - 8 vítězů základních skupin - 8 týmů z 2. míst základních skupin |

### Změny v rozdělení týmů
Výše uvedená tabulka základního rozdělení počtu týmů v jednotlivých kolech je závislá na tom, zda se vítěz předchozího ročníku Ligy mistrů UEFA a vítěz předchozího ročníků Evropské ligy UEFA kvalifikují do hlavní soutěže ze svých domácích lig.
- V základním rozdělení je vyhrazeno místo pro vítěze předchozího ročníku Ligy mistrů UEFA. Vzhledem k tomu, že vítězný tým Ligy mistrů UEFA 2020/21 Chelsea FC si vybojoval účastnické místo ze své ligy (4. místo v Premier League 2020/21), jeho místo bylo přerozděleno mezi další asociace:
  - Vítěz z asociace na 11. místě (Turecko), kterým je Beşiktaş se posunul ze 4. předkola do skupinové fáze.
  - Vítěz z asociace na 13. místě (Dánsko), kterým je Brøndby IF, se posunul z 3. do 4. předkola.
  - Vítěz z asociace na 15. místě (Česko), kterým je Slavia Praha, se posunul z 2. do 3. předkola.
  - Vítězové z asociací na 18. a 19. místě (Řecko, Srbsko), kterými jsou Olympiakos Pireus a Crvena zvezda Bělehrad, se posunul z 1. do 2. předkola.
- V základním rozdělení je vyhrazeno místo pro vítěze předchozího ročníku Evropské ligy UEFA. Vzhledem k tomu, že vítězný tým Evropské ligy UEFA 2020/21 Villarreal CF si nevybojoval účastnické místo ze své ligy (7. místo v La Liga 2020/21), využije svého vyhrazeného místa a nedošlo k dalšímu přerozdělení.

### Změny formátu
Poprvé od sezóny 1998/99 se budou hrát tři evropské klubové soutěže – nově se bude hrát i Evropská konferenční liga UEFA. Pro formát Ligy mistrů se nic nemění, ale dochází ke změnám organizace týmů, které v soutěži skončí:
- týmy, které vypadnou v 0. a 1. předkole, budou přesunuty do předkol Evropské konferenční ligy namísto do Evropské ligy;
- týmy, které skončí ve skupinové fázi na 3. místě, jsou sice stále přesunuty do vyřazovací fáze Evropské ligy, ale odehraje se jedno předkolo navíc proti vylosovanému týmu, který skončí na 2. místě skupinové fáze Evropské ligy.

### Týmy
Týmy kvalifikované do Ligy mistrů UEFA 2021/22 seřazeny podle kol, do kterých vstoupily. V závorkách ligové pozice z předchozí sezóny (LM: vítěz Ligy mistrů UEFA, EL: vítěz Evropské ligy UEFA).
| Skupinová fáze         | Skupinová fáze              | Skupinová fáze             | Skupinová fáze         |
| ---------------------- | --------------------------- | -------------------------- | ---------------------- |
| Villarreal CF (EL)     | Liverpool (3.)              | Atalanta (2.)              | Porto (2.)             |
| Atlético Madrid (1.)   | Chelsea (4.)(LM)            | AC Milán (3.)              | Zenit Petrohrad (1.)   |
| Real Madrid (2.)       | Bayern Mnichov (1.)         | Juventus (4.)              | Club Brugge (1.)       |
| Barcelona (3.)         | RB Lipsko (2.)              | Lille (1.)                 | Dynamo Kyjev (1.)      |
| Sevilla (4.)           | Borussia Dortmund (3.)      | Paris Saint-Germain (2.)   | Ajax (1.)              |
| Manchester City (1.)   | VfL Wolfsburg (4.)          | Sporting Lisabon (1.)      | Beşiktaş (1.)          |
| Manchester United (2.) | Inter Milán (1.)            |                            |                        |
| 4. předkolo            |                             |                            |                        |
| Mistrovská část        | Mistrovská část             | Nemistrovská část          | Nemistrovská část      |
| Red Bull Salzburg (1.) | Brøndby IF (1.)             |                            |                        |
| 3. předkolo            |                             |                            |                        |
| Mistrovská část        | Mistrovská část             | Nemistrovská část          | Nemistrovská část      |
| Rangers (1.)           | Slavia Praha (1.)           | AS Monaco (3.)             | Benfica (3.)           |
|                        |                             | Spartak Moskva (2.)        | Genk (2.)              |
|                        |                             | Šachtar Doněck (2.)        |                        |
| 2. předkolo            |                             |                            |                        |
| Mistrovská část        | Mistrovská část             | Nemistrovská část          | Nemistrovská část      |
| AC Omonia (1.)         | Young Boys (1.)             | PSV Eindhoven (2.)         | Galatasaray (2.)       |
| Olympiakos (1.)        | Crvena zvezda Bělehrad (1.) | Rapid Vídeň (2.)           | Midtjylland (2.)       |
|                        |                             | Celtic (2.)                | Sparta Praha (2.)      |
| 1. předkolo            |                             |                            |                        |
| Dinamo Záhřeb (1.)     | Malmö (1.)                  | Bodø/Glimt (1.)            | Makabi Haifa (1.)      |
| Kajrat Almaty (1.)     | Šachťor Salihorsk (1.)      | Neftçi Baku (1.)           | Ludogorec Razgrad (1.) |
| CFR Kluž (1.)          | Legia Varšava (1.)          | Slovan Bratislava (1.)     | Mura (1.)              |
| Ferencváros (1.)       | Fola Esch (1.)              | Žalgiris (1.)              | Alaškert Jerevan (1.)  |
| Riga FC (1.)           | Škendija (1.)               | Teuta Durrës (1.)          | Borac (1.)             |
| Sheriff Tiraspol (1.)  | Shamrock Rovers (1.)        | HJK (1.)                   | Dinamo Tbilisi (1.)    |
| Hibernians (2.)        | Valur Reykjavík (1.)        | Connah's Quay (1.)         | Linfield (1.)          |
| Lincoln Red Imps (1.)  | Budućnost Podgorica (1.)    | Flora Tallinn (1.)         |                        |
| 0. předkolo            |                             |                            |                        |
| HB Tórshavn (1.)       | FK Priština (1.)            | Inter Club d'Escaldes (1.) | Folgore (1.)           |

1. ↑  Vítěz maltské fotbalové ligy Ħamrun Spartans FC byl vyřazen z tohoto ročníku Ligy mistrů kvůli spojení s korupční aférou ze sezóny 2012/13.[3]

## Termíny
Termíny pro odehrání jednotlivých kol a jejich losování jsou uvedeny níže. Pokud není uvedeno jinak, los probíhá vždy v Nyonu, ve Švýcarsku, v sídle UEFA.
| Fáze            | Kolo        | Datum losování    | První zápasy                                       | Druhé zápasy                                       |
| --------------- | ----------- | ----------------- | -------------------------------------------------- | -------------------------------------------------- |
| Kvalifikace     | 0. předkolo | 8. červen 2021    | 22. června 2021 (semifinále)                       | 25. června (finále)                                |
| Kvalifikace     | 1. předkolo | 15. června 2021   | 6.–7. červenec 2021                                | 13.–14. červenec 2021                              |
| Kvalifikace     | 2. předkolo | 16. června 2021   | 20.–21. červenec 2021                              | 27.–28. červenec 2021                              |
| Kvalifikace     | 3. předkolo | 19. červenec 2021 | 3.–4. srpen 2021                                   | 10.–11. srpen 2021                                 |
| Kvalifikace     | 4. předkolo | 2. srpna 2021     | 17.–18. srpna 2021                                 | 24.–25. srpna 2021                                 |
| Skupinová fáze  | 1. kolo     | 26. srpna 2021    | 14.–15. září 2021                                  | 14.–15. září 2021                                  |
| Skupinová fáze  | 2. kolo     | 26. srpna 2021    | 28.–29. září 2021                                  | 28.–29. září 2021                                  |
| Skupinová fáze  | 3. kolo     | 26. srpna 2021    | 19.–20. října 2021                                 | 19.–20. října 2021                                 |
| Skupinová fáze  | 4. kolo     | 26. srpna 2021    | 2.–3. listopadu 2021                               | 2.–3. listopadu 2021                               |
| Skupinová fáze  | 5. kolo     | 26. srpna 2021    | 23.–24. listopadu 2021                             | 23.–24. listopadu 2021                             |
| Skupinová fáze  | 6. kolo     | 26. srpna 2021    | 7.–8. prosince 2021                                | 7.–8. prosince 2021                                |
| Vyřazovací fáze | Osmifinále  | 13. prosince 2021 | 15.–16. a 22.–23. února 2022                       | 8.–9. a 16.–17. března 2022                        |
| Vyřazovací fáze | Čtvrtfinále | 18. března 2022   | 5.–6. dubna 2022                                   | 12.–13. dubna 2022                                 |
| Vyřazovací fáze | Semifinále  | 18. března 2022   | 26.–27. dubna 2022                                 | 3.–4. května 2022                                  |
| Vyřazovací fáze | Finále      | 18. března 2022   | 28. května 2022 na Krestovském stadionu, Petrohrad | 28. května 2022 na Krestovském stadionu, Petrohrad |

## Kvalifikace

### 0. předkolo
V 0. předkole byly týmy vítězů z asociací na 52.–55. místě rozděleny na nasazené a nenasazené dle koeficientu UEFA. Poté byly nalosovány do jednozápasového semifinále a finále a vítěz finále postoupil do 1. předkola. Všechny poražené týmy se přesunuly do 2. předkola Evropské konferenční ligy UEFA 2021/22. Los proběhl 8. června 2021 a určilo se při něm obsazení semifinále a administrativní domácí týmy. Zápasy semifinále a finále měl hostit hostil stadion Gundadalur v Thórshavnu, na Faerských ostrovech, ale kvůli omezením cestování spojeným s pandemií covidu-19 se utkání odehrála v Albánii. Semifinále byla sehrána na stadionu Elbasan Arena v Elbasanu a na Niko Dovana Stadium ve městě Durrës. Finále se pak odehrálo opět v Elbasan Areně.
Semifinále
| Tým #1      | Výsledek | Tým #2                |
| ----------- | -------- | --------------------- |
| Folgore     | 0:2      | FK Priština           |
| HB Tórshavn | 0:1      | Inter Club d'Escaldes |

Finále
| Tým #1      | Výsledek | Tým #2                |
| ----------- | -------- | --------------------- |
| FK Priština | 2:0      | Inter Club d'Escaldes |

### 1. předkolo
| Domácí v 1. zápase      | Celkem | Hosté v 1. zápase      | 1. zápas | 2. zápas     |
| ----------------------- | ------ | ---------------------- | -------- | ------------ |
| CS Fola Esch            | 2:7    | Lincoln Red Imps FC    | 2:2      | 0:5          |
| ŠK Slovan Bratislava    | 3:2    | Shamrock Rovers FC     | 2:0      | 1:2          |
| Malmö FF                | 2:1    | Riga FC                | 1:0      | 1:1          |
| FK Bodø/Glimt           | 2:5    | Legia Warszawa         | 2:3      | 0:2          |
| Connah's Quay Nomads FC | 2:3    | Alaškert Jerevan FC    | 2:2      | 0:1 (prodl.) |
| HJK                     | 7:1    | FK Budućnost Podgorica | 3:1      | 4:0          |
| CFR Kluž                | 4:3    | FK Borac Banja Luka    | 3:1      | 1:2 (prodl.) |
| FK Škendija 79 Tetovo   | 0:6    | NŠ Mura                | 0:1      | 0:5          |
| KS Teuta Durrës         | 0:5    | FC Sheriff Tiraspol    | 0:4      | 0:1          |
| FC Dinamo Tbilisi       | 2:4    | Neftçi Bakı PFK        | 1:2      | 1:2          |
| Makabi Haifa FC         | 1:3    | FK Kajrat Almaty       | 1:1      | 0:2          |
| PFK Ludogorec Razgrad   | 2:0    | FK Šachtěr Salihorsk   | 1:0      | 1:0          |
| Ferencvárosi TC         | 6:1    | FK Priština            | 3:0      | 3:1          |
| FK Žalgiris             | 5:2    | Linfield FC            | 3:1      | 2:1          |
| FC Flora Tallinn        | 5:0    | Hibernians FC          | 2:0      | 3:0          |
| GNK Dinamo Zagreb       | 5:2    | Valur                  | 3:2      | 2:0          |

### 2. předkolo

#### Mistrovská část
| Domácí v 1. zápase   | Celkem | Hosté v 1. zápase     | 1. zápas | 2. zápas |
| -------------------- | ------ | --------------------- | -------- | -------- |
| GNK Dinamo Zagreb    | 3:0    | AC Omonia             | 2:0      | 1:0      |
| ŠK Slovan Bratislava | 2:3    | BSC Young Boys        | 0:0      | 2:3      |
| Legia Warszawa       | 3:1    | FC Flora Tallinn      | 2:1      | 1:0      |
| Alaškert Jerevan FC  | 1:4    | FC Sheriff Tiraspol   | 0:1      | 1:3      |
| Olympiacos FC        | 2:0    | Neftçi Bakı PFK       | 1:0      | 1:0      |
| FK Kajrat Almaty     | 2:6    | FK Crvena Zvezda      | 2:1      | 0:5      |
| Lincoln Red Imps FC  | 1:4    | CFR Kluž              | 1:2      | 0:2      |
| Malmö FF             | 4:3    | HJK                   | 2:1      | 2:2      |
| Ferencvárosi TC      | 5:1    | FK Žalgiris           | 2:0      | 3:1      |
| NŠ Mura              | 1:3    | PFK Ludogorec Razgrad | 0:0      | 1:3      |

#### Nemistrovská část
| Domácí v 1. zápase | Celkem | Hosté v 1. zápase | 1. zápas | 2. zápas     |
| ------------------ | ------ | ----------------- | -------- | ------------ |
| SK Rapid Vídeň     | 2:3    | AC Sparta Praha   | 2:1      | 0:2          |
| Celtic Glasgow     | 2:3    | FC Midtjylland    | 1:1      | 1:2 (prodl.) |
| PSV Eindhoven      | 7:2    | Galatasaray SK    | 5:1      | 2:1          |

### 3. předkolo

#### Mistrovská část
| Domácí v 1. zápase | Celkem         | Hosté v 1. zápase     | 1. zápas | 2. zápas     |
| ------------------ | -------------- | --------------------- | -------- | ------------ |
| GNK Dinamo Zagreb  | 2:1            | Legia Warszawa        | 1:1      | 1:0          |
| CFR Kluž           | 2:4            | BSC Young Boys        | 1:1      | 1:3          |
| Olympiacos FC      | 3:3 (pen. 1:4) | PFK Ludogorec Razgrad | 1:1      | 2:2 (prodl.) |
| FK Crvena Zvezda   | 1:2            | FC Sheriff Tiraspol   | 1:1      | 0:1          |
| Malmö FF           | 4:2            | Rangers FC            | 2:1      | 2:1          |
| Ferencvárosi TC    | 2:1            | SK Slavia Praha       | 2:0      | 0:1          |

#### Nemistrovská část
| Domácí v 1. zápase | Celkem | Hosté v 1. zápase | 1. zápas | 2. zápas |
| ------------------ | ------ | ----------------- | -------- | -------- |
| PSV Eindhoven      | 4:0    | FC Midtjylland    | 3:0      | 1:0      |
| FK Spartak Moskva  | 0:4    | Benfica Lisabon   | 0:2      | 0:2      |
| KRC Genk           | 2:4    | FK Šachtar Doněck | 1:2      | 1:2      |
| AC Sparta Praha    | 1:5    | AS Monaco FC      | 0:2      | 1:3      |

### 4. předkolo

#### Mistrovská část
| Domácí v 1. zápase   | Celkem | Hosté v 1. zápase     | 1. zápas | 2. zápas |
| -------------------- | ------ | --------------------- | -------- | -------- |
| FC Red Bull Salzburg | 4:2    | Brøndby IF            | 2:1      | 2:1      |
| BSC Young Boys       | 6:4    | Ferencvárosi TC       | 3:2      | 3:2      |
| Malmö FF             | 3:2    | PFK Ludogorec Razgrad | 2:0      | 1:2      |
| FC Sheriff Tiraspol  | 3:0    | GNK Dinamo Zagreb     | 3:0      | 0:0      |

#### Nemistrovská část
| Domácí v 1. zápase | Celkem | Hosté v 1. zápase | 1. zápas | 2. zápas     |
| ------------------ | ------ | ----------------- | -------- | ------------ |
| AS Monaco FC       | 2:3    | FK Šachtar Doněck | 0:1      | 2:2 (prodl.) |
| Benfica Lisabon    | 2:1    | PSV Eindhoven     | 2:1      | 0:0          |

## Skupinová fáze
Účastníci byli rozděleni do 4 výkonnostních košů. Do prvního koše přišli vítěz Ligy mistrů 2020/21 (Chelsea FC), vítěz Evropské ligy 2020/21 (Villarreal CF) a vítězové šesti nejlepších lig podle koeficientu UEFA (). Zbývající týmy byly seřazeny podle klubových koeficientů.
Poprvé v historii mělo svého zástupce ve skupinové fázi Moldavsko, a to zásluhou Sheriffu Tiraspol. Sheriff a švédské Malmö FF jsou také jediné týmy v ročníku, které se do základní skupiny úspěšně probojovaly od 1. předkola soutěže.
Los
| Koš 1              | Koš 1   | Koš 2                  | Koš 2   | Koš 3                    | Koš 3  | Koš 4               | Koš 4  |
| ------------------ | ------- | ---------------------- | ------- | ------------------------ | ------ | ------------------- | ------ |
| Chelsea FC         | 98.000  | Real Madrid CF         | 127.000 | FC Porto                 | 87.000 | Beşiktaş JK         | 49.000 |
| Villarreal CF      | 63.000  | FC Barcelona           | 122.000 | AFC Ajax                 | 82.500 | FK Dynamo Kyjev     | 47.000 |
| Atlético Madrid    | 115.000 | Juventus FC            | 120.000 | FK Šachtar Doněck        | 79.000 | Club Brugge KV      | 35.500 |
| Manchester City FC | 125.000 | Manchester United FC   | 113.000 | RB Leipzig               | 66.000 | BSC Young Boys      | 35.000 |
| FC Bayern Mnichov  | 134.000 | Paris Saint-Germain FC | 113.000 | FC Red Bull Salzburg     | 59.000 | AC Milán            | 31.000 |
| FC Inter Milán     | 53.000  | Liverpool FC           | 101.000 | Benfica Lisabon          | 58.000 | Malmö FF            | 18.500 |
| Lille OSC          | 14.000  | Sevilla FC             | 98.000  | Atalanta BC              | 50.500 | VfL Wolfsburg       | 14.714 |
| Sporting CP        | 45.500  | Borussia Dortmund      | 90.000  | FK Zenit Sankt-Petěrburg | 50.000 | FC Sheriff Tiraspol | 14.500 |

Vysvětlivky ke skupinám
|  | Postup do osmifinále                      |
|  | Postup do předkola play-off Evropské ligy |

### Skupina A
| Poř. | Tým                | Z | V | R | P | VG | OG | B  |
| ---- | ------------------ | - | - | - | - | -- | -- | -- |
| 1.   | Manchester City FC | 6 | 4 | 0 | 2 | 18 | 10 | 12 |
| 2.   | PSG                | 6 | 3 | 2 | 1 | 13 | 8  | 11 |
| 3.   | RB Leipzig         | 6 | 2 | 1 | 3 | 15 | 14 | 7  |
| 4.   | Club Brugge KV     | 6 | 1 | 1 | 4 | 6  | 20 | 4  |

| 15. září 2021  |     |                        |                             |
| Club Brugge KV | 1:1 | Paris Saint-Germain FC | Jan Breydel Stadion, Bruggy |
|                |     |                        | Jan Breydel Stadion, Bruggy |

|                    |     |            |                            |
| Manchester City FC | 6:3 | RB Leipzig | Etihad Stadium, Manchester |
|                    |     |            | Etihad Stadium, Manchester |

| 28. září 2021          |     |                    |                    |
| Paris Saint-Germain FC | 2:0 | Manchester City FC | Park Princů, Paříž |
|                        |     |                    | Park Princů, Paříž |

|            |     |                |                        |
| RB Leipzig | 1:2 | Club Brugge KV | Red Bull Arena, Lipsko |
|            |     |                | Red Bull Arena, Lipsko |

| 19. října 2021 |     |                    |                             |
| Club Brugge KV | 1:5 | Manchester City FC | Jan Breydel Stadion, Bruggy |
|                |     |                    | Jan Breydel Stadion, Bruggy |

|                        |     |            |                    |
| Paris Saint-Germain FC | 3:2 | RB Leipzig | Park Princů, Paříž |
|                        |     |            | Park Princů, Paříž |

| 3. listopadu 2021  |     |                |                            |
| Manchester City FC | 4:1 | Club Brugge KV | Etihad Stadium, Manchester |
|                    |     |                | Etihad Stadium, Manchester |

|            |     |                        |                        |
| RB Leipzig | 2:2 | Paris Saint-Germain FC | Red Bull Arena, Lipsko |
|            |     |                        | Red Bull Arena, Lipsko |

| 24. listopadu 2021 |     |            |                             |
| Club Brugge KV     | 0:5 | RB Leipzig | Jan Breydel Stadion, Bruggy |
|                    |     |            | Jan Breydel Stadion, Bruggy |

|                    |     |                        |                            |
| Manchester City FC | 2:1 | Paris Saint-Germain FC | Etihad Stadium, Manchester |
|                    |     |                        | Etihad Stadium, Manchester |

| 7. prosince 2021       |     |                |                    |
| Paris Saint-Germain FC | 4:1 | Club Brugge KV | Park Princů, Paříž |
|                        |     |                | Park Princů, Paříž |

|            |     |                    |                        |
| RB Leipzig | 2:1 | Manchester City FC | Red Bull Arena, Lipsko |
|            |     |                    | Red Bull Arena, Lipsko |

### Skupina B
| Poř. | Tým             | Z | V | R | P | VG | OG | B  |
| ---- | --------------- | - | - | - | - | -- | -- | -- |
| 1.   | Liverpool FC    | 6 | 6 | 0 | 0 | 17 | 6  | 18 |
| 2.   | Atlético Madrid | 6 | 2 | 1 | 3 | 7  | 8  | 7  |
| 3.   | FC Porto        | 6 | 1 | 2 | 3 | 4  | 11 | 5  |
| 4.   | AC Milán        | 6 | 1 | 1 | 4 | 6  | 9  | 4  |

| 15. září 2021   |     |          |                             |
| Atlético Madrid | 0:0 | FC Porto | Wanda Metropolitano, Madrid |
|                 |     |          | Wanda Metropolitano, Madrid |

|              |     |          |                    |
| Liverpool FC | 3:2 | AC Milán | Anfield, Liverpool |
|              |     |          | Anfield, Liverpool |

| 28. září 2021 |     |              |                          |
| FC Porto      | 1:5 | Liverpool FC | Estádio do Dragão, Porto |
|               |     |              | Estádio do Dragão, Porto |

|          |     |                 |                 |
| AC Milán | 1:2 | Atlético Madrid | San Siro, Milán |
|          |     |                 | San Siro, Milán |

| 19. října 2021 |     |          |                          |
| FC Porto       | 1:0 | AC Milán | Estádio do Dragão, Porto |
|                |     |          | Estádio do Dragão, Porto |

|                 |     |              |                             |
| Atlético Madrid | 2:3 | Liverpool FC | Wanda Metropolitano, Madrid |
|                 |     |              | Wanda Metropolitano, Madrid |

| 3. listopadu 2021 |     |          |                 |
| AC Milán          | 1:1 | FC Porto | San Siro, Milán |
|                   |     |          | San Siro, Milán |

|              |     |                 |                    |
| Liverpool FC | 2:0 | Atlético Madrid | Anfield, Liverpool |
|              |     |                 | Anfield, Liverpool |

| 24. listopadu 2021 |     |          |                             |
| Atlético Madrid    | 0:1 | AC Milán | Wanda Metropolitano, Madrid |
|                    |     |          | Wanda Metropolitano, Madrid |

|              |     |          |                    |
| Liverpool FC | 2:0 | FC Porto | Anfield, Liverpool |
|              |     |          | Anfield, Liverpool |

| 7. prosince 2021 |     |              |                 |
| AC Milán         | 1:2 | Liverpool FC | San Siro, Milán |
|                  |     |              | San Siro, Milán |

|          |     |                 |                          |
| FC Porto | 1:3 | Atlético Madrid | Estádio do Dragão, Porto |
|          |     |                 | Estádio do Dragão, Porto |

### Skupina C
| Poř. | Tým               | Z | V | R | P | VG | OG | B  |
| ---- | ----------------- | - | - | - | - | -- | -- | -- |
| 1.   | AFC Ajax          | 6 | 6 | 0 | 0 | 20 | 5  | 18 |
| 2.   | Sporting CP       | 6 | 3 | 0 | 3 | 14 | 12 | 9  |
| 3.   | Borussia Dortmund | 6 | 3 | 0 | 3 | 10 | 11 | 9  |
| 4.   | Beşiktaş JK       | 6 | 0 | 0 | 6 | 3  | 19 | 0  |

| 15. září 2021 |     |                   |                         |
| Beşiktaş JK   | 1:2 | Borussia Dortmund | Vodafone Park, Istanbul |
|               |     |                   | Vodafone Park, Istanbul |

|             |     |          |                                |
| Sporting CP | 1:5 | AFC Ajax | Estádio José Alvalade, Lisabon |
|             |     |          | Estádio José Alvalade, Lisabon |

| 28. září 2021 |     |             |                               |
| AFC Ajax      | 2:0 | Beşiktaş JK | Johan Cruyff Arena, Amsterdam |
|               |     |             | Johan Cruyff Arena, Amsterdam |

|                   |     |             |                             |
| Borussia Dortmund | 1:0 | Sporting CP | Signal Iduna Park, Dortmund |
|                   |     |             | Signal Iduna Park, Dortmund |

| 19. října 2021 |     |             |                         |
| Beşiktaş JK    | 1:4 | Sporting CP | Vodafone Park, Istanbul |
|                |     |             | Vodafone Park, Istanbul |

|          |     |                   |                               |
| AFC Ajax | 4:0 | Borussia Dortmund | Johan Cruyff Arena, Amsterdam |
|          |     |                   | Johan Cruyff Arena, Amsterdam |

| 3. listopadu 2021 |     |             |                                |
| Sporting CP       | 4:0 | Beşiktaş JK | Estádio José Alvalade, Lisabon |
|                   |     |             | Estádio José Alvalade, Lisabon |

|                   |     |          |                             |
| Borussia Dortmund | 1:3 | AFC Ajax | Signal Iduna Park, Dortmund |
|                   |     |          | Signal Iduna Park, Dortmund |

| 24. listopadu 2021 |     |          |                         |
| Beşiktaş JK        | 1:2 | AFC Ajax | Vodafone Park, Istanbul |
|                    |     |          | Vodafone Park, Istanbul |

|             |     |                   |                                |
| Sporting CP | 3:1 | Borussia Dortmund | Estádio José Alvalade, Lisabon |
|             |     |                   | Estádio José Alvalade, Lisabon |

| 7. prosince 2021  |     |             |                             |
| Borussia Dortmund | 5:0 | Beşiktaş JK | Signal Iduna Park, Dortmund |
|                   |     |             | Signal Iduna Park, Dortmund |

|          |     |             |                               |
| AFC Ajax | 4:2 | Sporting CP | Johan Cruyff Arena, Amsterdam |
|          |     |             | Johan Cruyff Arena, Amsterdam |

### Skupina D
| Poř. | Tým                 | Z | V | R | P | VG | OG | B  |
| ---- | ------------------- | - | - | - | - | -- | -- | -- |
| 1.   | Real Madrid CF      | 6 | 5 | 0 | 1 | 14 | 3  | 15 |
| 2.   | FC Inter Milán      | 6 | 3 | 1 | 2 | 8  | 5  | 10 |
| 3.   | FC Sheriff Tiraspol | 6 | 2 | 1 | 3 | 7  | 11 | 7  |
| 4.   | FK Šachtar Doněck   | 6 | 0 | 2 | 4 | 2  | 12 | 2  |

| 15. září 2021       |     |                   |                           |
| FC Sheriff Tiraspol | 2:0 | FK Šachtar Doněck | Sheriff Stadium, Tiraspol |
|                     |     |                   | Sheriff Stadium, Tiraspol |

|                |     |                |                 |
| FC Inter Milán | 0:1 | Real Madrid CF | San Siro, Milán |
|                |     |                | San Siro, Milán |

| 28. září 2021     |     |                |                        |
| FK Šachtar Doněck | 0:0 | FC Inter Milán | NSK Olimpijskyj, Kyjev |
|                   |     |                | NSK Olimpijskyj, Kyjev |

|                |     |                     |                           |
| Real Madrid CF | 1:2 | FC Sheriff Tiraspol | Santiago Bernabéu, Madrid |
|                |     |                     | Santiago Bernabéu, Madrid |

| 19. října 2021 |     |                     |                 |
| FC Inter Milán | 3:1 | FC Sheriff Tiraspol | San Siro, Milán |
|                |     |                     | San Siro, Milán |

|                   |     |                |                        |
| FK Šachtar Doněck | 0:5 | Real Madrid CF | NSK Olimpijskyj, Kyjev |
|                   |     |                | NSK Olimpijskyj, Kyjev |

| 3. listopadu 2021 |     |                   |                           |
| Real Madrid CF    | 2:1 | FK Šachtar Doněck | Santiago Bernabéu, Madrid |
|                   |     |                   | Santiago Bernabéu, Madrid |

|                     |     |                |                           |
| FC Sheriff Tiraspol | 1:3 | FC Inter Milán | Sheriff Stadium, Tiraspol |
|                     |     |                | Sheriff Stadium, Tiraspol |

| 24. listopadu 2021 |     |                   |                 |
| FC Inter Milán     | 2:0 | FK Šachtar Doněck | San Siro, Milán |
|                    |     |                   | San Siro, Milán |

|                     |     |                |                           |
| FC Sheriff Tiraspol | 0:3 | Real Madrid CF | Stadion Sheriff, Tiraspol |
|                     |     |                | Stadion Sheriff, Tiraspol |

| 7. prosince 2021 |     |                |                           |
| Real Madrid CF   | 2:0 | FC Inter Milán | Santiago Bernabéu, Madrid |
|                  |     |                | Santiago Bernabéu, Madrid |

|                   |     |                     |                        |
| FK Šachtar Doněck | 1:1 | FC Sheriff Tiraspol | NSK Olimpijskyj, Kyjev |
|                   |     |                     | NSK Olimpijskyj, Kyjev |

### Skupina E
| Poř. | Tým               | Z | V | R | P | VG | OG | B  |
| ---- | ----------------- | - | - | - | - | -- | -- | -- |
| 1.   | FC Bayern Mnichov | 6 | 6 | 0 | 0 | 22 | 3  | 18 |
| 2.   | Benfica Lisabon   | 6 | 2 | 2 | 2 | 7  | 9  | 8  |
| 3.   | FC Barcelona      | 6 | 2 | 1 | 3 | 2  | 9  | 7  |
| 4.   | FK Dynamo Kyjev   | 6 | 0 | 1 | 5 | 1  | 11 | 1  |

| 14. září 2021   |     |                 |                        |
| FK Dynamo Kyjev | 0:0 | Benfica Lisabon | NSK Olimpijskyj, Kyjev |
|                 |     |                 | NSK Olimpijskyj, Kyjev |

|              |     |                   |                     |
| FC Barcelona | 0:3 | FC Bayern Mnichov | Camp Nou, Barcelona |
|              |     |                   | Camp Nou, Barcelona |

| 29. září 2021     |     |                 |                        |
| FC Bayern Mnichov | 5:0 | FK Dynamo Kyjev | Allianz Arena, Mnichov |
|                   |     |                 | Allianz Arena, Mnichov |

|                 |     |              |                         |
| Benfica Lisabon | 3:0 | FC Barcelona | Estádio da Luz, Lisabon |
|                 |     |              | Estádio da Luz, Lisabon |

| 20. října 2021 |     |                 |                     |
| FC Barcelona   | 1:0 | FK Dynamo Kyjev | Camp Nou, Barcelona |
|                |     |                 | Camp Nou, Barcelona |

|                 |     |                   |                         |
| Benfica Lisabon | 0:4 | FC Bayern Mnichov | Estádio da Luz, Lisabon |
|                 |     |                   | Estádio da Luz, Lisabon |

| 2. listopadu 2021 |     |              |                        |
| FK Dynamo Kyjev   | 0:1 | FC Barcelona | NSK Olimpijskyj, Kyjev |
|                   |     |              | NSK Olimpijskyj, Kyjev |

|                   |     |                 |                        |
| FC Bayern Mnichov | 5:2 | Benfica Lisabon | Allianz Arena, Mnichov |
|                   |     |                 | Allianz Arena, Mnichov |

| 23. listopadu 2021 |     |                   |                        |
| FK Dynamo Kyjev    | 1:2 | FC Bayern Mnichov | NSK Olimpijskyj, Kyjev |
|                    |     |                   | NSK Olimpijskyj, Kyjev |

|              |     |                 |                     |
| FC Barcelona | 0:0 | Benfica Lisabon | Camp Nou, Barcelona |
|              |     |                 | Camp Nou, Barcelona |

| 8. prosince 2021 |     |                 |                         |
| Benfica Lisabon  | 2:0 | FK Dynamo Kyjev | Estádio da Luz, Lisabon |
|                  |     |                 | Estádio da Luz, Lisabon |

|                   |     |              |                        |
| FC Bayern Mnichov | 3:0 | FC Barcelona | Allianz Arena, Mnichov |
|                   |     |              | Allianz Arena, Mnichov |

### Skupina F
| Poř. | Tým                  | Z | V | R | P | VG | OG | B  |
| ---- | -------------------- | - | - | - | - | -- | -- | -- |
| 1.   | Manchester United FC | 6 | 3 | 2 | 1 | 11 | 8  | 11 |
| 2.   | Villarreal CF        | 6 | 3 | 1 | 2 | 12 | 9  | 10 |
| 3.   | Atalanta BC          | 6 | 1 | 3 | 2 | 12 | 13 | 6  |
| 4.   | BSC Young Boys       | 6 | 1 | 2 | 3 | 7  | 12 | 5  |

| 14. září 2021  |     |                      |                       |
| BSC Young Boys | 2:1 | Manchester United FC | Stade de Suisse, Bern |
|                |     |                      | Stade de Suisse, Bern |

|               |     |             |                                    |
| Villarreal CF | 2:2 | Atalanta BC | Estadio de la Cerámica, Villarreal |
|               |     |             | Estadio de la Cerámica, Villarreal |

| 29. září 2021 |     |                |                                         |
| Atalanta BC   | 1:0 | BSC Young Boys | Stadio Atleti Azzurri d'Italia, Bergamo |
|               |     |                | Stadio Atleti Azzurri d'Italia, Bergamo |

|                      |     |               |                          |
| Manchester United FC | 2:1 | Villarreal CF | Old Trafford, Manchester |
|                      |     |               | Old Trafford, Manchester |

| 20. října 2021 |     |               |                       |
| BSC Young Boys | 1:4 | Villarreal CF | Stade de Suisse, Bern |
|                |     |               | Stade de Suisse, Bern |

|                      |     |             |                          |
| Manchester United FC | 3:2 | Atalanta BC | Old Trafford, Manchester |
|                      |     |             | Old Trafford, Manchester |

| 2. listopadu 2021 |     |                |                                    |
| Villarreal CF     | 2:0 | BSC Young Boys | Estadio de la Cerámica, Villarreal |
|                   |     |                | Estadio de la Cerámica, Villarreal |

|             |     |                      |                                         |
| Atalanta BC | 2:2 | Manchester United FC | Stadio Atleti Azzurri d'Italia, Bergamo |
|             |     |                      | Stadio Atleti Azzurri d'Italia, Bergamo |

| 23. listopadu 2021 |     |                      |                                    |
| Villarreal CF      | 0:2 | Manchester United FC | Estadio de la Cerámica, Villarreal |
|                    |     |                      | Estadio de la Cerámica, Villarreal |

|                |     |             |                       |
| BSC Young Boys | 3:3 | Atalanta BC | Stade de Suisse, Bern |
|                |     |             | Stade de Suisse, Bern |

| 8. prosince 2021     |     |                |                          |
| Manchester United FC | 1:1 | BSC Young Boys | Old Trafford, Manchester |
|                      |     |                | Old Trafford, Manchester |

|             |     |               |                                         |
| Atalanta BC | 2:3 | Villarreal CF | Stadio Atleti Azzurri d'Italia, Bergamo |
|             |     |               | Stadio Atleti Azzurri d'Italia, Bergamo |

### Skupina G
| Poř. | Tým                  | Z | V | R | P | VG | OG | B  |
| ---- | -------------------- | - | - | - | - | -- | -- | -- |
| 1.   | Lille OSC            | 6 | 3 | 2 | 1 | 7  | 4  | 11 |
| 2.   | FC Red Bull Salzburg | 6 | 3 | 1 | 2 | 8  | 6  | 10 |
| 3.   | Sevilla FC           | 6 | 1 | 3 | 2 | 5  | 5  | 6  |
| 4.   | VfL Wolfsburg        | 6 | 1 | 2 | 3 | 5  | 10 | 5  |

| 14. září 2021 |     |                      |                                        |
| Sevilla FC    | 1:1 | FC Red Bull Salzburg | Estadio Ramón Sánchez Pizjuán, Sevilla |
|               |     |                      | Estadio Ramón Sánchez Pizjuán, Sevilla |

|           |     |               |                                        |
| Lille OSC | 0:0 | VfL Wolfsburg | Stade Pierre-Mauroy, Villeneuve-d'Ascq |
|           |     |               | Stade Pierre-Mauroy, Villeneuve-d'Ascq |

| 29. září 2021 |     |            |                             |
| VfL Wolfsburg | 1:1 | Sevilla FC | Volkswagen Arena, Wolfsburg |
|               |     |            | Volkswagen Arena, Wolfsburg |

|                      |     |           |                          |
| FC Red Bull Salzburg | 2:1 | Lille OSC | Red Bull Arena, Salcburk |
|                      |     |           | Red Bull Arena, Salcburk |

| 20. října 2021       |     |               |                          |
| FC Red Bull Salzburg | 3:1 | VfL Wolfsburg | Red Bull Arena, Salcburk |
|                      |     |               | Red Bull Arena, Salcburk |

|           |     |            |                                        |
| Lille OSC | 0:0 | Sevilla FC | Stade Pierre-Mauroy, Villeneuve-d'Ascq |
|           |     |            | Stade Pierre-Mauroy, Villeneuve-d'Ascq |

| 2. listopadu 2021 |     |                      |                             |
| VfL Wolfsburg     | 2:1 | FC Red Bull Salzburg | Volkswagen Arena, Wolfsburg |
|                   |     |                      | Volkswagen Arena, Wolfsburg |

|            |     |           |                                        |
| Sevilla FC | 1:2 | Lille OSC | Estadio Ramón Sánchez Pizjuán, Sevilla |
|            |     |           | Estadio Ramón Sánchez Pizjuán, Sevilla |

| 23. listopadu 2021 |     |                      |                                        |
| Lille OSC          | 1:0 | FC Red Bull Salzburg | Stade Pierre-Mauroy, Villeneuve-d'Ascq |
|                    |     |                      | Stade Pierre-Mauroy, Villeneuve-d'Ascq |

|            |     |               |                                        |
| Sevilla FC | 2:0 | VfL Wolfsburg | Estadio Ramón Sánchez Pizjuán, Sevilla |
|            |     |               | Estadio Ramón Sánchez Pizjuán, Sevilla |

| 8. prosince 2021     |     |            |                          |
| FC Red Bull Salzburg | 1:0 | Sevilla FC | Red Bull Arena, Salcburk |
|                      |     |            | Red Bull Arena, Salcburk |

|               |     |           |                             |
| VfL Wolfsburg | 1:3 | Lille OSC | Volkswagen Arena, Wolfsburg |
|               |     |           | Volkswagen Arena, Wolfsburg |

### Skupina H
| Poř. | Tým                      | Z | V | R | P | VG | OG | B  |
| ---- | ------------------------ | - | - | - | - | -- | -- | -- |
| 1.   | Juventus FC              | 6 | 5 | 0 | 1 | 10 | 6  | 15 |
| 2.   | Chelsea FC               | 6 | 4 | 1 | 1 | 13 | 4  | 13 |
| 3.   | FK Zenit Sankt-Petěrburg | 6 | 1 | 2 | 3 | 10 | 10 | 5  |
| 4.   | Malmö FF                 | 6 | 0 | 1 | 5 | 1  | 14 | 1  |

| 14. září 2021 |     |             |                      |
| Malmö FF      | 0:3 | Juventus FC | Eleda Stadion, Malmö |
|               |     |             | Eleda Stadion, Malmö |

|            |     |                          |                         |
| Chelsea FC | 1:0 | FK Zenit Sankt-Petěrburg | Stamford Bridge, Londýn |
|            |     |                          | Stamford Bridge, Londýn |

| 29. září 2021            |     |          |                                |
| FK Zenit Sankt-Petěrburg | 4:0 | Malmö FF | Krestovskij stadion, Petrohrad |
|                          |     |          | Krestovskij stadion, Petrohrad |

|             |     |            |                         |
| Juventus FC | 1:0 | Chelsea FC | Juventus Stadium, Turín |
|             |     |            | Juventus Stadium, Turín |

| 20. října 2021 |     |          |                         |
| Chelsea FC     | 4:0 | Malmö FF | Stamford Bridge, Londýn |
|                |     |          | Stamford Bridge, Londýn |

|                          |     |             |                                |
| FK Zenit Sankt-Petěrburg | 0:1 | Juventus FC | Krestovskij stadion, Petrohrad |
|                          |     |             | Krestovskij stadion, Petrohrad |

| 2. listopadu 2021 |     |            |                      |
| Malmö FF          | 0:1 | Chelsea FC | Eleda Stadion, Malmö |
|                   |     |            | Eleda Stadion, Malmö |

|             |     |                          |                         |
| Juventus FC | 4:2 | FK Zenit Sankt-Petěrburg | Juventus Stadium, Turín |
|             |     |                          | Juventus Stadium, Turín |

| 23. listopadu 2021 |     |                          |                      |
| Malmö FF           | 1:1 | FK Zenit Sankt-Petěrburg | Eleda Stadion, Malmö |
|                    |     |                          | Eleda Stadion, Malmö |

|            |     |             |                         |
| Chelsea FC | 4:0 | Juventus FC | Stamford Bridge, Londýn |
|            |     |             | Stamford Bridge, Londýn |

| 8. prosince 2021 |     |          |                         |
| Juventus FC      | 1:0 | Malmö FF | Juventus Stadium, Turín |
|                  |     |          | Juventus Stadium, Turín |

|                          |     |            |                                |
| FK Zenit Sankt-Petěrburg | 3:3 | Chelsea FC | Krestovskij stadion, Petrohrad |
|                          |     |            | Krestovskij stadion, Petrohrad |

## Vyřazovací fáze
Vyřazovací fázi Ligy mistrů UEFA 2021/22 hrálo 16 týmů: 8 vítězů základních skupin a 8 týmů ze 2. míst základních skupin. Týmy byly rozděleny na nasazené a nenasazené – nasazené týmy jsou vítězové skupin. Týmy ze stejné skupiny nebo stejné země se nemohli utkat proti sobě. Od čtvrtfinále již tato pravidla neplatila a mohli tak proti sobě hrát jakákoliv mužstva.
Vyřazovací fáze začne losem 13. prosince 2021 a zápasy se odehrají od 15. února 2022 do 28. května 2022.

### Osmifinále
| Domácí v 1. zápase | Celkem | Hosté v 1. zápase | 1. zápas | 2. zápas |
| ------------------ | ------ | ----------------- | -------- | -------- |
| Sporting Lisabon   | 0:5    | Manchester City   | 0:5      | 0:0      |
| PSG                | 2:3    | Real Madrid       | 1:0      | 1:3      |
| RB Salzburg        | 2:8    | Bayern Mnichov    | 1:1      | 1:7      |
| Inter Milán        | 1:2    | Liverpool         | 0:2      | 1:0      |
| Chelsea            | 4:1    | Lille             | 2:0      | 2:1      |
| Villarreal         | 4:1    | Juventus          | 1:1      | 3:0      |
| Benfica Lisabon    | 3:2    | Ajax Amsterdam    | 2:2      | 1:0      |
| Atlético Madrid    | 2:1    | Manchester United | 1:1      | 1:0      |

### Čtvrtfinále
| Domácí v 1. zápase | Celkem | Hosté v 1. zápase | 1. zápas | 2. zápas     |
| ------------------ | ------ | ----------------- | -------- | ------------ |
| Benfica            | 4:6    | Liverpool         | 1:3      | 3:3          |
| Villareal          | 2:1    | Bayern Mnichov    | 1:0      | 1:1          |
| Manchester City    | 1:0    | Atlético Madrid   | 1:0      | 0:0          |
| Chelsea            | 4:5    | Real Madrid       | 1:3      | 3:2 (prodl.) |

### Semifinále
| Domácí v 1. zápase | Celkem | Hosté v 1. zápase | 1. zápas | 2. zápas |
| ------------------ | ------ | ----------------- | -------- | -------- |
| Manchester City    | 5:6    | Real Madrid       | 4:3      | 1:3      |
| Liverpool          | 5:2    | Villareal         | 2:0      | 3:2      |

### Finále

#### Detaily
| 28. května 2022 21:36 SELČ |     |              |                                                                             |
| Liverpool                  | 0:1 | Real Madrid  | Stade de France, Saint Denis, Paříž diváci: 75 000 rozhodčí: Clément Turpin |
|                            |     | Vinícius 59' | Stade de France, Saint Denis, Paříž diváci: 75 000 rozhodčí: Clément Turpin |

| Liverpool | Real Madrid |

| BR           | 1  | Alisson Becker         |     |     |
| PO           | 66 | Trent Alexander-Arnold |     |     |
| SO           | 5  | Ibrahima Konaté        |     |     |
| SO           | 4  | Virgil van Dijk        |     |     |
| LO           | 26 | Andrew Robertson       |     |     |
| SZ           | 14 | Jordan Henderson (c)   |     | 77' |
| DZ           | 3  | Fabinho                | 62' |     |
| SZ           | 6  | Thiago                 |     | 77' |
| PK           | 11 | Mohamed Salah          |     |     |
| SÚ           | 10 | Sadio Mané             |     |     |
| LK           | 23 | Luis Díaz              |     | 65' |
| Nahrazující: |    |                        |     |     |
| ÚT           | 20 | Diogo Jota             |     | 65' |
| ZÁ           | 8  | Naby Keïta             |     | 77' |
| ÚT           | 9  | Roberto Firmino        |     | 77' |
| Trenér:      |    |                        |     |     |
| Jürgen Klopp |    |                        |     |     |

| BR              | 1  | Thibaut Courtois  |  |       |
| PO              | 2  | Dani Carvajal     |  |       |
| SO              | 3  | Éder Militão      |  |       |
| SO              | 4  | David Alaba       |  |       |
| LO              | 23 | Ferland Mendy     |  |       |
| SZ              | 10 | Luka Modrić       |  | 90'   |
| DZ              | 14 | Casemiro          |  |       |
| SZ              | 8  | Toni Kroos        |  |       |
| PK              | 15 | Federico Valverde |  | 86'   |
| SÚ              | 9  | Karim Benzema (c) |  |       |
| LK              | 20 | Vinícius Júnior   |  | 90+3' |
| Nahrazující:    |    |                   |  |       |
| ZÁ              | 25 | Eduardo Camavinga |  | 86'   |
| ZÁ              | 19 | Dani Ceballos     |  | 90'   |
| ÚT              | 21 | Rodrygo           |  | 90+3' |
| Trenér:         |    |                   |  |       |
| Carlo Ancelotti |    |                   |  |       |

| Muž Zápasu: Thibaut Courtois (Real Madrid) Asistenti rozhodčího: Nicolas Danos Cyril Gringore Čtvrtý rozhodčí: Benoît Bastien Video rozhodčí: Jérôme Brisard Asistenti videorozhodčího Willy Delajod Massimiliano Irrati Filippo Meli |